# Gioia quasidelicata
Gioia quasidelicata es una especie de insecto coleóptero de la familia Chrysomelidae. Fue descrita científicamente en 2005 por Savini & Furth.